# Fourcorner Lake
Fourcorner Lake är en sjö i Kanada.   Den ligger i countyt Haliburton County och provinsen Ontario, i den sydöstra delen av landet, 200 km väster om huvudstaden Ottawa. Fourcorner Lake ligger 441 meter över havet. Arean är 0,91 kvadratkilometer. Den sträcker sig 1,4 kilometer i nord-sydlig riktning, och 1,7 kilometer i öst-västlig riktning.
I omgivningarna runt Fourcorner Lake växer i huvudsak blandskog. Runt Fourcorner Lake är det mycket glesbefolkat, med 3 invånare per kvadratkilometer.